# Švédština
Švédština ( svenska) je severogermánský jazyk, kterým mluví okolo 10,5 milionů lidí především ve Švédsku a části Finska, hlavně na pobřeží a na Alandech. Je vzájemně srozumitelná s norštinou a v menší míře též s dánštinou.
Základem pro vznik švédštiny byla v 1. tisíciletí stará severština. Standardní švédština se v 19. století vyvinula z nářečí středního Švédska (Svealandu). Z původních venkovských nářečí se mnohá dochovala do současnosti, ale mluvená a psaná švédština je jednotná a standardizovaná. Některá nářečí se od standardní švédštiny velmi liší jak gramatikou, tak slovní zásobou. Tato nářečí jsou omezena na venkovské oblasti, kde jimi mluví jen malý počet lidí s malou sociální mobilitou. Sice nečelí bezprostřednímu zániku, ale během posledního století upadala navzdory tomu, že jsou dobře prozkoumána a jejich používání je často podporováno místními úřady.
Pro zápis švédštiny se používá latinka doplněná o znaky Å, Ä a Ö. Mluvnice je oproti původní staré severštině značně zjednodušená, současná švédština má redukovanou flexi, což jí dává převažující charakter analytického jazyka. Švédština má dva jmenné rody (společný a střední). Určitý člen je postpozitivní. Slovosled je pevný, převážně typu SVO. Pro výslovnost je charakteristický melodický přízvuk spojený s dvojí intonací, dlouhé souhlásky (v přízvučných slabikách podle principu komplementarity délky) a také dosti specifická výslovnost hlásek „u“ a „sje“.
Švédština je hlavním jazykem ve Švédsku a úředním jazykem ve Finsku a v Evropské unii.

## Klasifikace
Švédština je indoevropský jazyk, který patří do severogermánské větve germánských jazyků. Spolu s dánštinou a bokmålem (jedna z variant norštiny) se řadí mezi východoskandinávské jazyky, zatímco norština (resp. varianta označovaná jako nynorsk), faerština a islandština se řadí mezi západoskandinávské. Toto rozdělení vyplývá z fonologických rozdílů, které mají základ již v době nářečního štěpení staré severštiny.
Jiné rozdělení řadí švédštinu spolu s dánštinou a norštinou mezi kontinentální skandinávské jazyky, které mají v současnosti charakter analytických jazyků. Ostrovní skandinávské jazyky (faerština, islandština) si uchovaly charakter flektivních jazyků.

## Historie

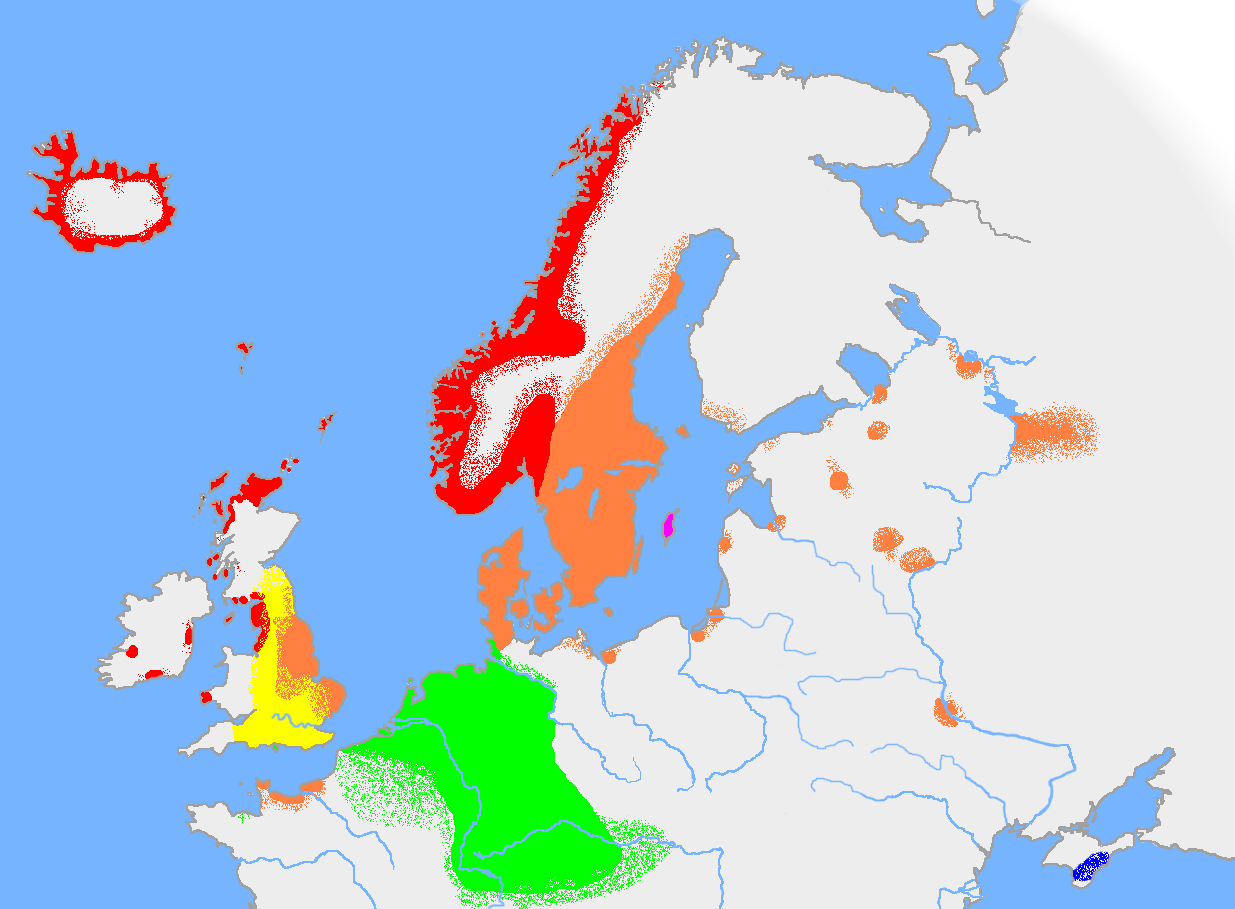
Stav začátkem 10. století
nářečí západní staré severštiny
nářečí východní staré severštiny
stará gotlandština
stará angličtina
krymská gótština
ostatní germánské jazyky

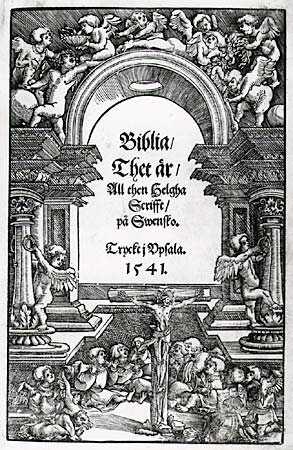
Bible Gustava Vasy z roku 1541

Švédština se vyvinula ze staré severštiny (fornnordiska), kterou se hovořilo přibližně v letech 200–800. V 9. století se začala rozlišovat na západní (Norsko, Island) a východní (Švédsko, Dánsko). Ve 12. století se začala odlišovat dánská a švédská nářečí. Od 13. století se hovoří o staré dánštině a staré švédštině. Během středověku byly tyto řeči silně ovlivněny dolnoněmčinou.
Historický vývoj švédštiny se rozděluje do následujících období:
- runová švédština 800–1225
- stará švédština
  - klasická 1225–1375
  - pozdní 1375–1526
- nová švédština
  - raná 1526–1732
  - pozdní 1732–souč.

Východní stará severština se od západní odlišila rozdílným vývojem dvojhlásek a samohlásek. Stará severština se v tomto období zapisovala runovým písmem. Hovoří se proto o runové švédštině (v Dánsku o runové dánštině, v tomto období se však jedná o stejné nářečí). Dánská a švédská nářečí se začala lišit po roce 1100.
Od 13. století se hovoří o staré švédštině (fornsvenska). Nejstarší památkou psanou latinkou je zákoník Västgötalagen, z něhož byly nalezeny fragmenty datované do roku 1250. Hlavní vliv na rozvoj písemnictví měla římskokatolická církev a klášterní řády. První tištěná kniha ve švédštině pochází z roku 1495. Skloňování v rané staré švédštině se vyznačovalo systémem 4 pádů a 3 rodů, časování sloves bylo rovněž složitější. Později došlo ke zjednodušení (viz Gramatiku).
Nová švédština (nysvenska) začíná s vynálezem knihtisku a s evropskou reformací. Po nástupu na trůn nový král Gustav I. Vasa objednal švédský překlad Bible. Bible Gustava Vasy byla dlouho považována za standard spisovné švédštiny. Poprvé v ní byla použita písmena „å“, „ä“, „ö“ a psaní „ck“ namísto „kk“, čímž se jasně odlišila od dánské Bible.
Období, které zahrnuje švédštinu v podobě, jakou se hovoří dnes, se v lingvistické terminologii nazývá nusvenska. S rozvojem švédského průmyslu a měst v posledních desetiletích 19. století zanechala svou stopu ve švédské literatuře nová generace autorů. Mnoho spisovatelů, vědců, politiků a dalších osobností zformovalo nový národní jazyk, největší vliv měl August Strindberg (1849–1912). První vydání Pravidel švédského pravopisu (Ordlista öfver svenska språket) vyšlo roku 1874. Radikální reformu pravopisu prosadil v roce 1906 ministr školství Fridtjuv Berg. Až na výjimky se v této podobě používá dodnes.

### Změna v oslovování
Významná změna ve švédštině nastala v 60. letech 20. století v podobě tzv. „du-reformy“. Do té doby správný způsob oslovování lidí stejné nebo vyšší sociální skupiny byl pomocí titulu a příjmení. Použití oslovení „herr“ (pane), „fru“ (paní) nebo „fröken“ (slečno) bylo vhodné jen pro zahájení rozhovoru s cizími lidmi, u nichž člověk neznal povolání, akademický titul ani vojenskou hodnost. Skutečnost, že oslovovaný měl být oslovován ve třetí osobě vedlo k pozdějšímu komplikování komunikace mezi členy společnosti. Počátkem 20. století byl učiněn neúspěšný pokus nahradit neúprosné trvání na titulech vykáním – tedy používáním zájmena „ni“ (vy), které se nakonec částečně ujalo jako méně arogantní místo „du“ (ty), jež sloužilo k oslovení lidí nižší společenské vrstvy. S liberalizací a radikalizací švédské společnosti v 50. a 60. letech ztrácely rozdíly mezi společenskými třídami postupně na významu a oslovení „du“ (tykání) se postupně stalo standardem, a to dokonce i ve formálním a oficiálním kontextu. Vykání (oslovení „ni“) není v současnosti mezi Švédy běžné, používá se jen při zvláštních příležitostech, obchodníci např. někdy vykají svým zákazníkům. Ve Finsku je vykání ve švédštině o něco častější než ve Švédsku, tykání však rovněž převládá.

## Slovní zásoba

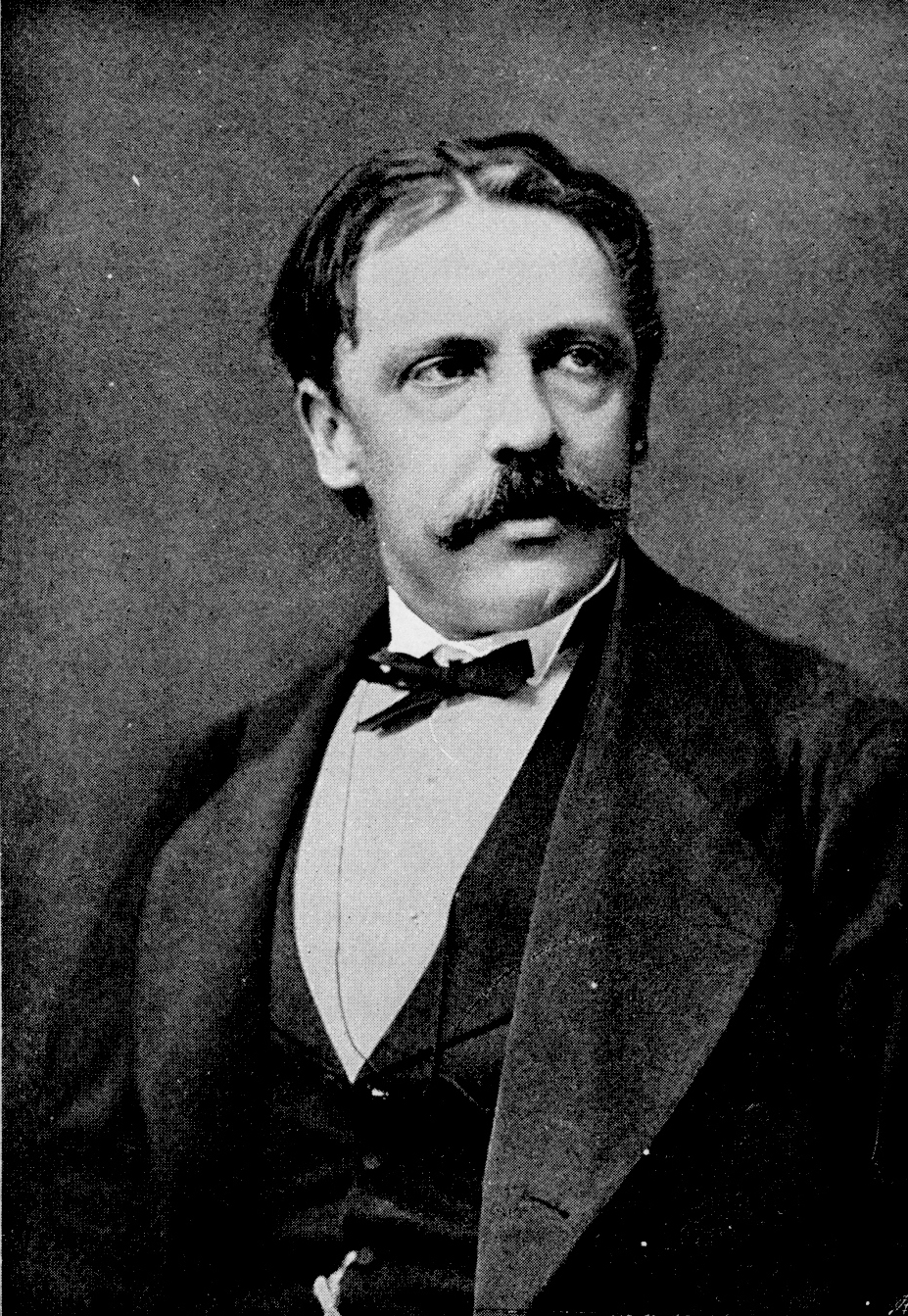
Viktor Rydberg

Slovní zásoba švédštiny je převážně germánská, ať už tím, že jde o původem germánský jazyk, nebo přejímáním slov z němčiny a v určitém rozsahu i z angličtiny. Příkladem germánských slov ve švédštině jsou „mus“ (myš), „kung“ (král) a „gås“ (husa). Mnoho slov z oblasti vědy a náboženství je původu latinského nebo řeckého, často přejatých prostřednictvím francouzštiny a později i angličtiny. Přejímání prostřednictvím jiných germánských jazyků je též běžné, nejprve z dolnoněmčiny, lingua franca Hanzovní ligy, později z hornoněmčiny. Některé složeniny jsou doslovnými překlady (kalky) původně německých složenin, např. „bomull“ (bavlna) z německého „Baumwolle“. Finská švédština má sadu zvláštních termínů, často doslovných překladů finských protějšků, hlavně pojmů z oblasti práva a státní správy.
Významné množství francouzských slov bylo přejato v 18. století. Tato slova byla přepisována v souladu se švédskými pravopisnými zvyklostmi, tím pádem si zachovala ve výslovnosti srozumitelnost pro francouzské mluvčí, např. „nivå“ (fr. „niveau“, úroveň), „ateljé“ (fr. „atelier“), „paraply“ (fr. „parapluie“, deštník).
Z jazyků svých skandinávských sousedů švédština mnoho slov nemá. Z norštiny např. pochází „slalom“, z dánštiny „bagare“ (dán. „bager“, pekař), „hänsyn“ (dán. „hensyn“, ohled) nebo zkratkové slovo „bil“ (auto). Z islandštiny pochází „idrott“ (sport). Z finštiny pochází např. „pojke“ (fin. „poika“, chlapec).
Přejímání mezi češtinou a švédštinou je z geografických i jiných důvodů velmi vzácné. Přesto do češtiny pronikla některá švédská slova, jako např. „skansen“, „ombudsman“. Do švédštiny (jako i do mnoha jiných jazyků) proniklo české slovo „robot“.
Podobně jako v Čechách byly i ve Švédsku snahy zbavit jazyk záplavy cizích slov. Hlavním představitelem puristů byl spisovatel Viktor Rydberg. Ze slov, která sám navrhl, se mnohá ujala, např. „slöjd“ vedle „industri“ (průmysl), „flertal“ vedle „majoritet“ (většina), „kynne“ vedle „karaktär“ (povaha), „vrångbild“ vedle „karykatyr“ (karikatura).

## Literatura

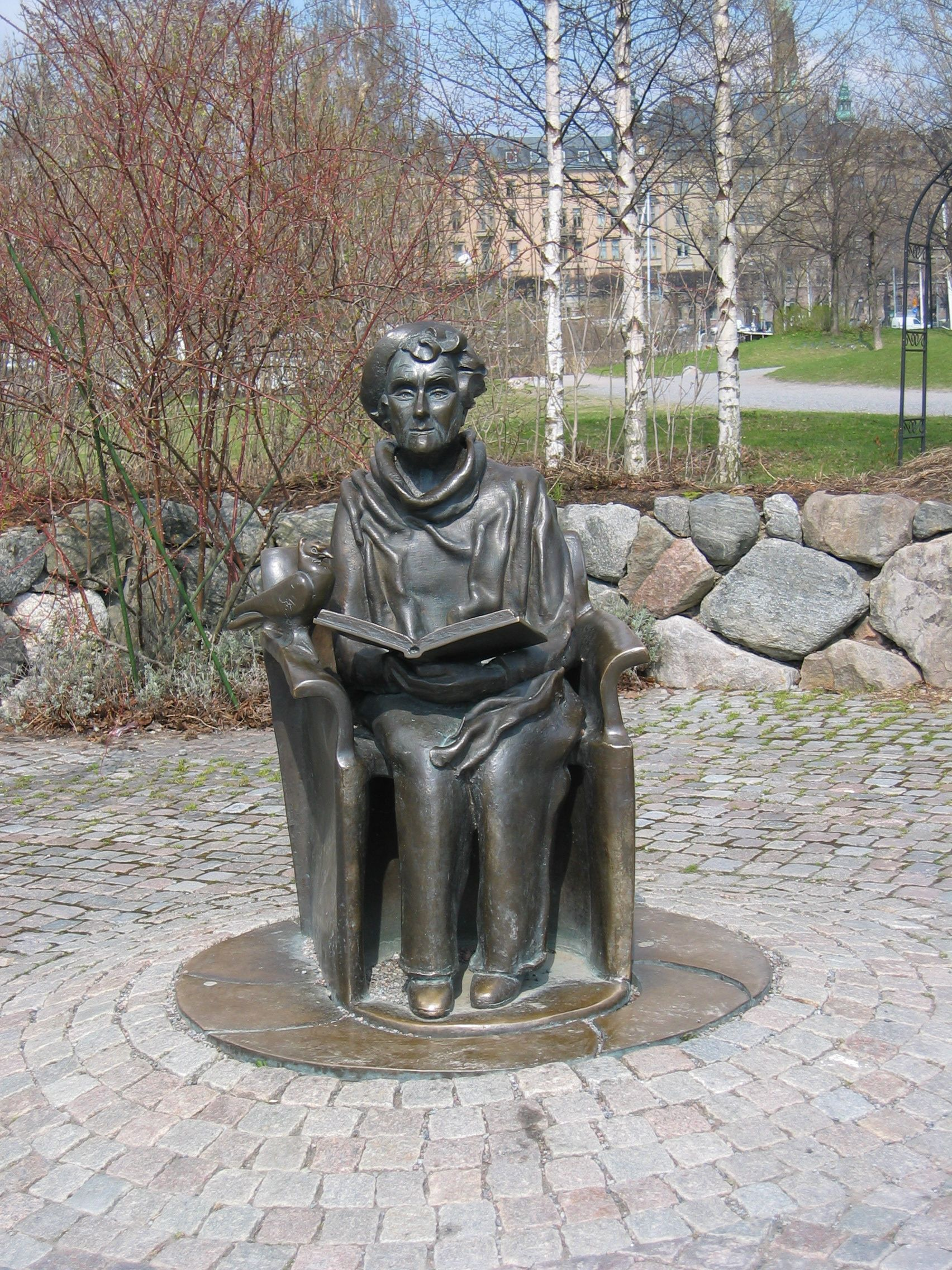
Socha Astrid Lindgrenové ve Stockholmu

## Standardní švédština
Standardní švédština je založena na nářečích, kterými se hovoří v oblasti kolem hlavního města Stockholmu. Tímto jazykem hovoří většina obyvatel Švédska a švédsky hovořících obyvatel Finska. Často užívané švédské označení pro standardní švédštinu je „rikssvenska“ („říšská švédština“). Méně často se též používá označení „högsvenska“ („vysoká švédština“). Toto označení se však obvykle vztahuje na finskou švédštinu a ve Švédsku se příliš neužívá. Existuje více místních variet standardního jazyka, jejichž geografické rozšíření se liší svou velikostí. Ačkoliv tyto variety jsou často ovlivňovány původními dialekty, jejich gramatická a fonologická struktura se blíží středošvédským dialektům. V médiích není neobvyklé, že novináři hovoří s jistým regionálním akcentem, ovšem nejběžnější a nejvíce formální výslovnost je založena na středošvédském standardu.

## Finská švédština

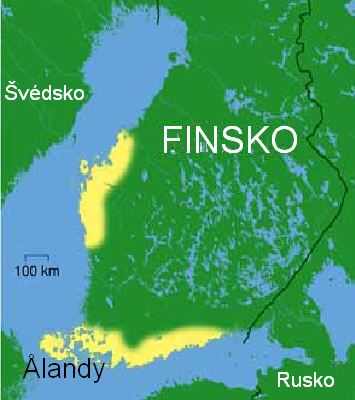
Území, kde se hovoří finskou švédštinou, jsou vyznačena žlutě

Finsko bylo součástí Švédska od poloviny 14. století až do roku 1809, kdy finská území získalo Rusko. Švédština byla do té doby jediným úředním jazykem a jazykem šlechty a vzdělanců. I za dob ruské nadvlády švédština zůstala vedle ruštiny hlavním úředním jazykem. Švédský vliv ale v této době postupně klesal a snižoval se i počet švédských mluvčích. Velká změna přišla až s nástupem romantismu a myšlenky, že inteligence si musí osvojit jazyk prostého lidu, což Finsko pozvedne na úroveň národních států. Na prosté lidi mluvící švédsky se nebral příliš ohled. Sama švédská inteligence v čele se Snellmanem věřila, že souboj s ruštinou může vyhrát jen finština. Původní švédskou nadvládu pak prezentovala jako zničující pro finský národ. Tlak na švédštinu tak ve Finsku byl i z druhé strany, ruské vlády, která finské národní obrození podporovala, protože si od něj slibovala omezení vlivu švédské kultury ve Finsku.
K mírnému úbytku švédských mluvčích dochází z různých důvodů i v současnosti. Zhruba 5,5 % finské populace (asi 290 tisíc obyvatel) hovoří švédsky. V roce 1900 švédsky mluvilo necelých 13 % populace (asi 340 tisíc obyvatel). Švédsky se mluví zejména na Alandech (16 obcí je pouze švédskojazyčných včetně největšího města Mariehamn) a na jižním a západním pobřeží Finska (tři jen švédskojazyčné, 23 dvojjazyčných se švédskou většinou a 21 dvojjazyčných obcí s finskou většinou). Největší švédsky mluvící menšina v jednojazyčné obci, zhruba tisíc lidí, žije v Tampere.
Od reformy školství v 70. letech 20. století patří finština i švédština mezi povinné školní předměty v pevninském Finsku. Oba jazyky jsou od roku 2004 povinnou součástí závěrečných zkoušek. První jazyk žáků se oficiálně nazývá „mateřský jazyk“ (švédsky „modersmål“, finsky „äidinkieli“), druhý jazyk, v němž probíhá výuka některých předmětů, se nazývá „druhý domácí jazyk“ (švédsky „andra inhemska språket“, finsky „toinen kotimainen kieli“). Finština jakožto ugrofinský jazyk má gramatiku i slovní zásobu zcela odlišnou od švédštiny. Oba jazyky jsou vzájemně zcela nesrozumitelné. Existuje však celá řada výpůjček mezi finštinou a švédštinou. Povinná výuka švédštiny se netěší mezi Finy příliš velké oblibě a je označována trochu pejorativně jako „pakkoruotsi“ („povinná, nucená švédština“). Zhruba dvě třetiny Finů povinnou výuku švédštiny nechtějí.
Mezi standardní a finskou švédštinou existují určité rozdíly ve výslovnosti a slovní zásobě, mluvnice a pravopis se neliší. Za prestižní varietu je ve Finsku obvykle považována „högsvenska“ (viz Standardní švédština).
Hlavní rozdíly ve výslovnosti (viz dále) jsou:
- přední [aː];
- [p], [t], [k] bez aspirace (přídechu);
- /ɧ/ a /ɕ/ vyslovované jako [ʃ] a [tʃ] (tedy jako české /š/ a /č/);
- skupiny /rt, rd, rl, rn, rs/ nepodléhají asimilaci, obě hlásky se vyslovují zvlášť;
- obvykle chybí melodický přízvuk (1. a 2. intonace).

## Nářečí

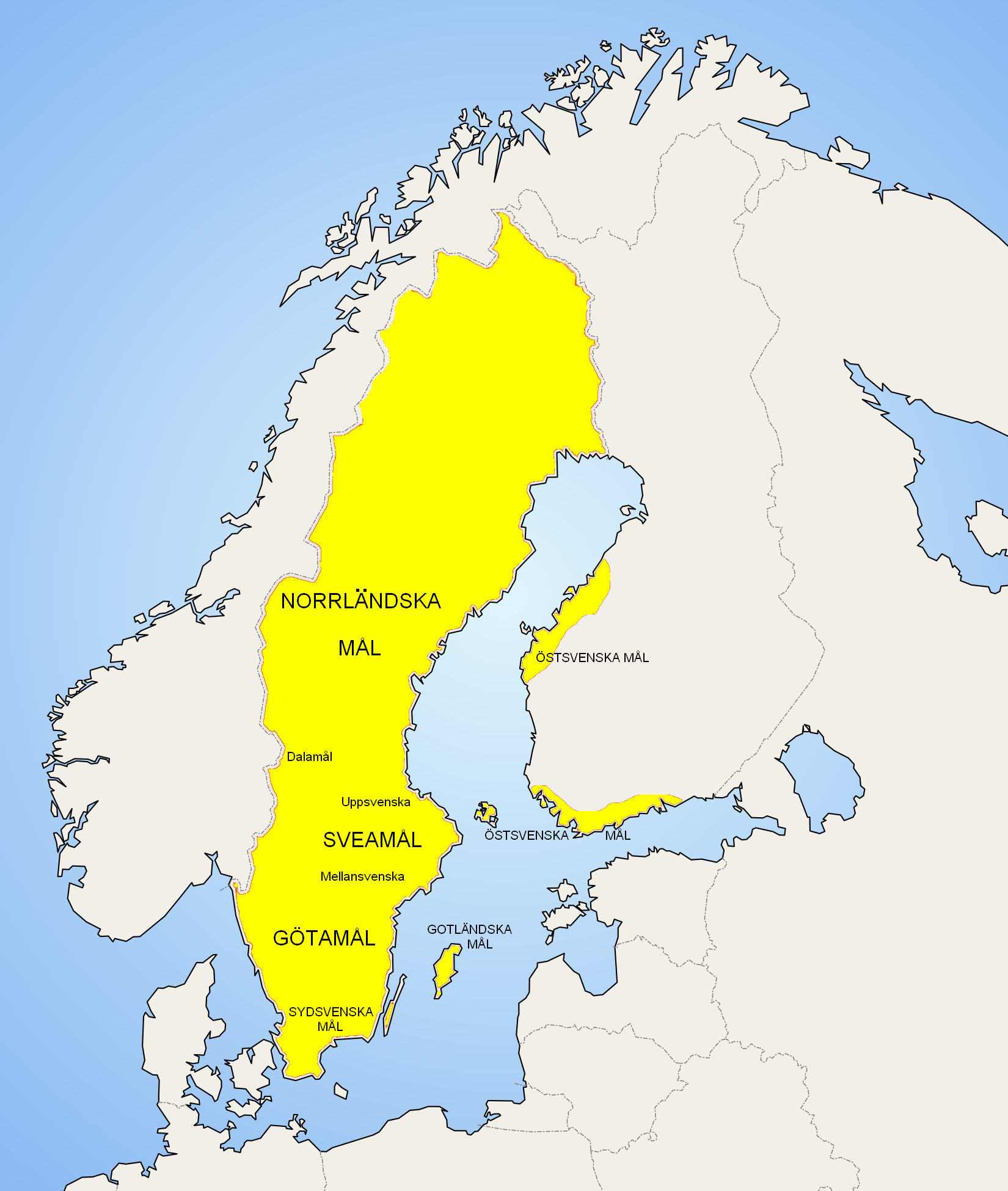
Mapa švédských nářečí

Podle lingvistické definice švédská nářečí znamenají místní varianty, které nebyly výrazně ovlivněny standardní švédštinou a u nichž je možné vystopovat oddělený vývoj až do období staré severštiny. Mnoho původních nářečí (např. Orsa v oblasti Dalarna nebo Närpes v oblasti Österbotten) má mnoho zvláštních fonetických a mluvnických rysů, jako např. plurálové formy sloves nebo archaické skloňování podle pádů. Tato nářečí mohou být pro většinu Švédů obtížně srozumitelná, jejich mluvčí však obvykle hovoří plynně i standardní švédštinou. Tato odlišná nářečí jsou často vázána pouze na oblast určité farnosti, švédští jazykovědci je často označují jako sockenmål, tedy jako farnostní jazyk.
Švédská nářečí se rozdělují následovně:
- Norrländska mål (norlandská, severošvédská nářečí) – Norrland (severní polovina Švédska); vyznačují se redukcí koncovek po historicky dlouhých slabikách.
- Sveamål (sveonská nářečí) – Svealand (centrální Švédsko); dělí se dále na:
  - uppsvenska (hornošvédská) – typický zánik -t v určitém členu a supinu;
  - mellansvenska (středošvédská) – společné rysy s hornošvédskými a gótskými nářečími.
- Götamål (gótská nářečí) – západní a severní Götaland, s tradičním centrem ve Västergötlandu; redukce nepřízvučných samohlásek na [ɘ], otevřenější výslovnost i, y (jako ö) a u (jako o), zánik -r v množném čísle.
- Sydsvenska mål (jihošvédská nářečí) – jižní Švédsko, včetně Blekinge, jižního Hallandu a jižního Smålandu; ovlivnění dánštinou, existence dvojhlásek, uvulární [R], skupiny /rt, rd, rl, rn, rs/ nepodléhají asimilaci, hlásky se v nich vyslovují odděleně, znělé explozivy místo neznělých mezi samohláskami (např. gada místo gata, ulice).
- Gotländska mål (gotlandská nářečí) – ostrov Gotland; navazují na starou gotlandštinu (forngutniska); existence dvojhlásek, uchování původního /aː/, které se ve skandinávských jazycích změnilo na /oː/ (psané jako å), zachování výslovnosti /g, k, sk/ před předními samohláskami.
- Östsvenska mål (východošvédská nářečí) – souostroví Alandy a pevninské Finsko; značné rozdíly mezi nářečími, špatná vzájemná srozumitelnost, kromě obecných rysů výslovnosti uvedených v části Finská švédština také krátké slabiky (např. äta (jíst) [ɛta] místo [ɛːta]), staré dvojhlásky (např. stein místo sten, kámen, öy místo ö, ostrov), vypouštění koncovek (např. huset [ɦʉːsɘ], dům, inte [ɪnt], ne). V minulosti se mluvilo švédsky v některých oblastech Estonska (estonská švédština).

## Abeceda
Švédština používá latinku, rozšířenou o některé další znaky. Písmena Q a W používá jen pro některá cizí slova (například bowling). Å, Ä a Ö se považují za samostatná písmena, nikoli jen za znaky s diakritikou. V abecedě se řadí v tomto pořadí za písmeno Z. Písmeno W bylo do švédské abecedy oficiálně přijato v roce 2006. Do té doby se považovalo za variantu V. Ve slovnících a abecedních seznamech se oba znaky řadily společně, nyní již každý zvlášť. Švédská abeceda má tedy celkem 29 písmen (do roku 2006 28 písmen).
| Písmeno     | A, a | B, b | C, c | D, d | E, e | F, f | G, g | H, h | I, i | J, j | K, k | L, l | M, m | N, n | O, o | P, p | Q, q | R, r | S, s | T, t | U, u | V, v | W, w     | X, x | Y, y | Z, z  | Å, å | Ä, ä | Ö, ö |
| Název (IPA) | ɑː   | beː  | seː  | deː  | eː   | ef   | geː  | hoː  | iː   | jiː  | koː  | el   | em   | en   | uː   | peː  | kʉː  | ɛr   | es   | teː  | ʉː   | veː  | dɵbɛlveː | eks  | yː   | seːta | oː   | ɛː   | øː   |

Švédský pravopis je v principu fonologický, zachovává však mnoho historických prvků (např. psaní skupin dj, hj, lj, různý způsob psaní téže hlásky jako v případě sj, sk, skj, sch, relativně velké množství výjimek apod.). Kromě znaků s diakritikou používá i mnohé spřežky. (Viz dále.)

## Výslovnost

### Samohlásky
Švédské samohlásky se podobně jako v češtině liší svojí délkou. Dlouhé samohlásky se vyskytují pouze v přízvučných slabikách (viz Délka hlásek). Na rozdíl od češtiny se u předních samohlásek vyskytují páry se zaokrouhlenou a nezaokrouhlenou výslovností. Švédština má celkem 17 samohláskových fonémů – 9 dlouhých a 8 krátkých, výslovnost krátkého /e/ a /ä/ splývá. Redukovaná výslovnost nepřízvučného /e/ jako [ə] je běžná v hovorovém stylu. Ve standardní švédštině se nevyskytují dvojhlásky, výjimečně pouze v přejatých slovech (Europa, paus).
| Písmeno | Výslovnost          | Výslovnost        | Výslovnost        | Poznámka |
| Písmeno | Přízvučná dlouhá    | Přízvučná krátká  | Nepřízvučná       | Poznámka |
| ------- | ------------------- | ----------------- | ----------------- | --- |
| a       | ɑː                  | a                 | a                 | krátké jako české /a/, dlouhé se blíží českému /ó/ |
| e       | eː                  | ɛ                 | ɛ, ə              | jako zavřené „brněnské“ /é/ (dlouhé) výslovnost krátkého /e/ splývá s výslovností krátkého /ä/, v přízvučných slabikách před /r/ je otevřenější [æ], v nepřízvučných slabikách se často redukuje [ə] |
| i       | iː                  | ɪ                 | ɪ                 | |
| o       | obvykle uː někdy o: | obvykle ɔ někdy ʊ | obvykle ɔ někdy ʊ | pravidla výslovnosti psaného /o/ nelze přesně popsat, např. stor [stuːr], ale sova [soːva] |
| u       | ʉ̟ː                  | ɵ                 | ɵ                 | zvuk mezi /u/ a /y/ (dlouhé), resp. mezi /o/ a /ö/ (krátké) |
| y       | yː                  | ʏ                 | ʏ                 | jako německé /ü/ |
| å       | oː                  | ɔ                 | ɔ                 | |
| ä       | ɛː                  | ɛ                 | ɛ                 | jako otevřené „pražské“ /e, é/ před /r/ otevřenější [æ:, æ] |
| ö       | øː                  | ø                 | ø                 | jako německé /ö/ před /r/ otevřenější [œ] |

### Souhlásky
| Písmeno nebo skupina písmen | Výslovnost | Poznámka                                   |
| --------------------------- | ---------- | ------------------------------------------ |
| c                           | s          | před e, i, y, ä, ö                         |
| c                           | k          | v ostatních případech                      |
| ch                          | ɧ          | v cizích slovech; och [ok:]                |
| ck                          | k:         | píše se místo kk                           |
| dj                          | j          | na začátku slov                            |
| g                           | j          | před e, i, y, ä, ö v přízvučných slabikách |
| g                           | g          | v ostatních případech                      |
| gj                          | j          | na začátku slov                            |
| gn                          | ŋ:n        | na konci slabik                            |
| h                           | h          | neznělé                                    |
| hj                          | j          | na začátku slov                            |
| k                           | ɕ, tɕ      | před e, i, y, ä, ö v přízvučných slabikách |
| k                           | k          | v ostatních případech                      |
| kj                          | ɕ, tɕ      |                                            |
| lj                          | j          | na začátku slov                            |
| lg                          | l:j        | na konci slov                              |
| ng                          | ŋ          |                                            |
| rd                          | ɖ          |                                            |
| rg                          | r:j        | na konci slov                              |
| rl                          | ɭ          |                                            |
| rn                          | ɳ          |                                            |
| rs                          | ʂ          |                                            |
| rt                          | ʈ          |                                            |
| sch                         | ɧ          |                                            |
| sj                          | ɧ          |                                            |
| sk                          | ɧ          | před e, i, y, ä, ö v přízvučných slabikách |
| sk                          | sk, s:k    | v ostatních případech                      |
| -tion -ssion                | ɧu:n       |                                            |
| tj                          | ɕ, tɕ      |                                            |
| xj                          | k:ɧ        |                                            |
| z                           | s          |                                            |

J se nikdy nezdvojuje, a čte se dlouze (böja [bøj:a]). M a n na konci slabiky se též nezdvojují, ačkoliv se vysloví dlouze (glöm [gløm:], ale glömma [gløm:a]).
Specificky švédský je foném /ɧ/, označovaný jako sje. Ve slovnících je často pro zjednodušení přepisován jako ([š/ʃ], od českého /š/ se však jeho výslovnost místně značně liší (výslovnost jako české /š/ však není chybou). V různých nářečích se vyslovuje různě a jeho výslovnost kolísá mezi [š] a [ch]. Často za ním můžeme slyšet ještě slabé [w]. Obecně lze říci, že „temná“ výslovnost blížící se [ch] je typická hlavně pro nářečí na jihu Švédska. Směrem na sever spíše slyšíme [š]. „Temné“ [ch] se spíše vyslovuje hlavně na začátku slov před přízvučnou samohláskou (např. själv). Před nepřízvučnou samohláskou nebo na konci slova je to spíše [š] (např. dusch, kanske).
Tzv. tje (do češtiny obvykle přepisované jako [č/tʃ] je blízké měkkému polskému /ś/ ([ɕ]) nebo /ć/ ([tɕ]).
R se obvykle vyslovuje jako v češtině, v některých nářečích na jihu Švédska se vyslovuje hrdelní. Ve slabikách rd [ɖ], rl [ɭ], rn [ɳ], rs [ʂ] a rt [ʈ] se r nevyslovuje, ale ovlivní výslovnost následující souhlásky, která se vysloví se špičkou jazyka obrácenou dozadu a vzhůru (tzv. retroflexní hlásky). Skupina rs [ʂ] zní asi jako české /š/, přesněji tuto hlásku vystihuje polské /sz/. V některých oblastech však k této asimilaci nedochází, obě hlásky se vyslovují zvlášť. Tato výslovnost je též charakteristická pro vysoký styl.
Neznělé explozivy /p, t, k/ se ve většině pozic vyslovují s aspirací (přídechem), tedy [pʰ, tʰ, kʰ].
Ve švédštině neexistují hlásky odpovídající českému /č, ď, dž, ch, ň, ř, ť, z, ž/.

### Délka hlásek
Ve švédštině se na rozdíl od češtiny rozlišují i souhlásky na dlouhé a krátké. Dlouhé souhlásky se vyskytují v přízvučných slabikách po samohlásce. Dlouze se vyslovuje souhláska, která je v písmu zdvojená, nebo první ze skupiny souhlásek na konci přízvučné slabiky. Přízvučné slabiky jsou vždy dlouhé. Buď je dlouhá samohláska následována krátkou nebo žádnou souhláskou, nebo po krátké samohlásce následuje dlouhá souhláska. Jiné kombinace nejsou možné. Příklady:
- illa [ˈɪl:a] – špatný (zdvojená souhláska je dlouhá, předcházející samohláska je krátká)
- önska [ˈøn:ska] – přát si (první ve skupině souhlásek je dlouhá, předcházející samohláska je krátká)
- god [ˈgu:d] – dobrý (dlouhá samohláska následovaná jednou souhláskou)
- tala [ˈtɑ:la] – mluvit (totéž, v otevřené slabice je dlouhá samohláska)
- ö [ˈø:] – ostrov (v otevřené slabice je dlouhá samohláska)

Nepřízvučné slabiky jsou vždy krátké, tj. obsahují pouze krátké samohlásky i souhlásky.

### Tonální přízvuk
Pro správnou švédskou výslovnost je třeba naučit se u každého slova tonální přízvuk, který je ve švédštině dvojí. Pravidla pro použití tonálního přízvuku jsou komplikovaná. Tonální přízvuk se může lišit v jednotlivých nářečích. 1. přízvuk (akutový) má klesavý tón, stejný jako v češtině. 2. přízvuk (gravisový) se vysloví tak, že přízvučná slabika se vysloví s klesajícím tónem, následující slabika se však vysloví vyšším tónem.
Tonálním přízvukem se často odlišují homonyma, tedy různé významy slov, která se jinak píší stejně:
- anden [ánden] – (ta) kachna (od „and“) 1. přízvuk
- anden [ànden] – (ten) duch (od „ande“) 2. přízvuk

### Slovní přízvuk
Ve švédštině je přízvuk nejčastěji na první slabice slova. Přízvuk na jiné slabice se někdy označuje čárkou, která zároveň znamená i délku. To se nejčastěji týká příjmení (Linné) a slov cizího původu (idé – myšlenka).
Ve slovech domácího původu se přízvuk nachází na první slabice s výjimkou slov s nepřízvučnými předponami be-, ent-, för- a ge- (např. beskriva [beˈskriːva], popsat). Ve výpůjčkách z jiných jazyků se přízvuk nachází často na poslední nebo předposlední slabice podle původního jazyka (např. nivå [nɪˈvoː], úroveň, pochází z francouzštiny, kde se přízvuk nachází na poslední slabice).

## Gramatika
Švédská mluvnice vychází z podobných principů jako mluvnice ostatních germánských jazyků. Pro její pochopení je výhodou znalost jiného germánského jazyka, např. angličtiny nebo němčiny. Minimální flexe dává současné švédštině převažující charakter analytického jazyka.

### Jmenný rod
Mužský a ženský rod splynuly, standardní švédština dnes rozlišuje 2 rody: společný (mužský a ženský) a střední.

### Člen
Podstatná jména jsou obvykle determinována členem, který je dvojí:
- neurčitý: en (společný rod), ett (střední rod); používá se pouze v jednotném čísle;
- určitý: tzv. postpozitivní – v jednotném čísle -en (společný rod), -et (střední rod), v množném čísle -na/-en. Ve spojení s přídavnými jmény navíc předchází ještě volný určitý člen (den, det, de) – jméno je tak determinováno dvakrát.

### Podstatná jména
- Podle způsobu tvoření množného čísla se dělí do 5 typů skloňování, nejčastější zakončení je -er, -ar nebo -or, méně často -en nebo je bez koncovky.
- Z původního systému 4 pádů se zachoval nominativ a genitiv (zakončení -s), který má funkci výlučně přivlastňovací. V ostatních případech je podstatné jméno ve tvaru nominativu.

Slovníková hesla u podstatných jmen kromě základního tvaru uvádějí ještě zakončení určitého tvaru singuláru (s určitým členem), ze kterého uživatel pozná příslušnost k rodu, a množného čísla. Ostatní tvary se z nich snadno odvodí. Příklady:
- kvinn|a -an -or žena (čti: kvinnan – spol. rod, kvinnor – mn. č.)
- väg -en -ar cesta (čti: vägen – spol. rod, vägar – mn. č.)
- hus -et - dům (čti: huset – stř. rod, hus – mn. č.)
- äpple -t -n jablko (čti: äpplet – stř. rod, äpplen – mn. č.)

### Přídavná jména
Mají dvojí typ skloňování:
- silné (obvykle se členem určitým) – jednotné zakončení -a;
- slabé (v ostatních případech) – ve středním rodě jednotného čísla přibírá koncovku -t, v množném čísle obou rodů -a.

### Slovesa
Slovesa vyjadřují kategorii času, způsobu a rodu. Osoba a číslo nemají zvláštní koncovky, jsou vyjadřovány podmětem (ve větě musí být vždy vyjádřen). Podle způsobu časování se dělí do 4 tříd: 1.–3. třída jsou slabá slovesa, 4. třída jsou silná slovesa.
- Infinitiv má obvykle zakončení -a, v některých případech končí na jinou samohlásku. Často se pojí s částicí att.
- Přítomný čas má obvykle zakončení -r, výjimečně je bez koncovky.

K tvoření perfekta a plusquamperfekta se na rozdíl od ostatních germánských jazyků využívá supina.

### Slovosled
Švédština má pevný slovosled typu SVO (podmět – přísudek – předmět). Otázka se obvykle tvoří přehozením přísudku s podmětem.

## Oficiální status

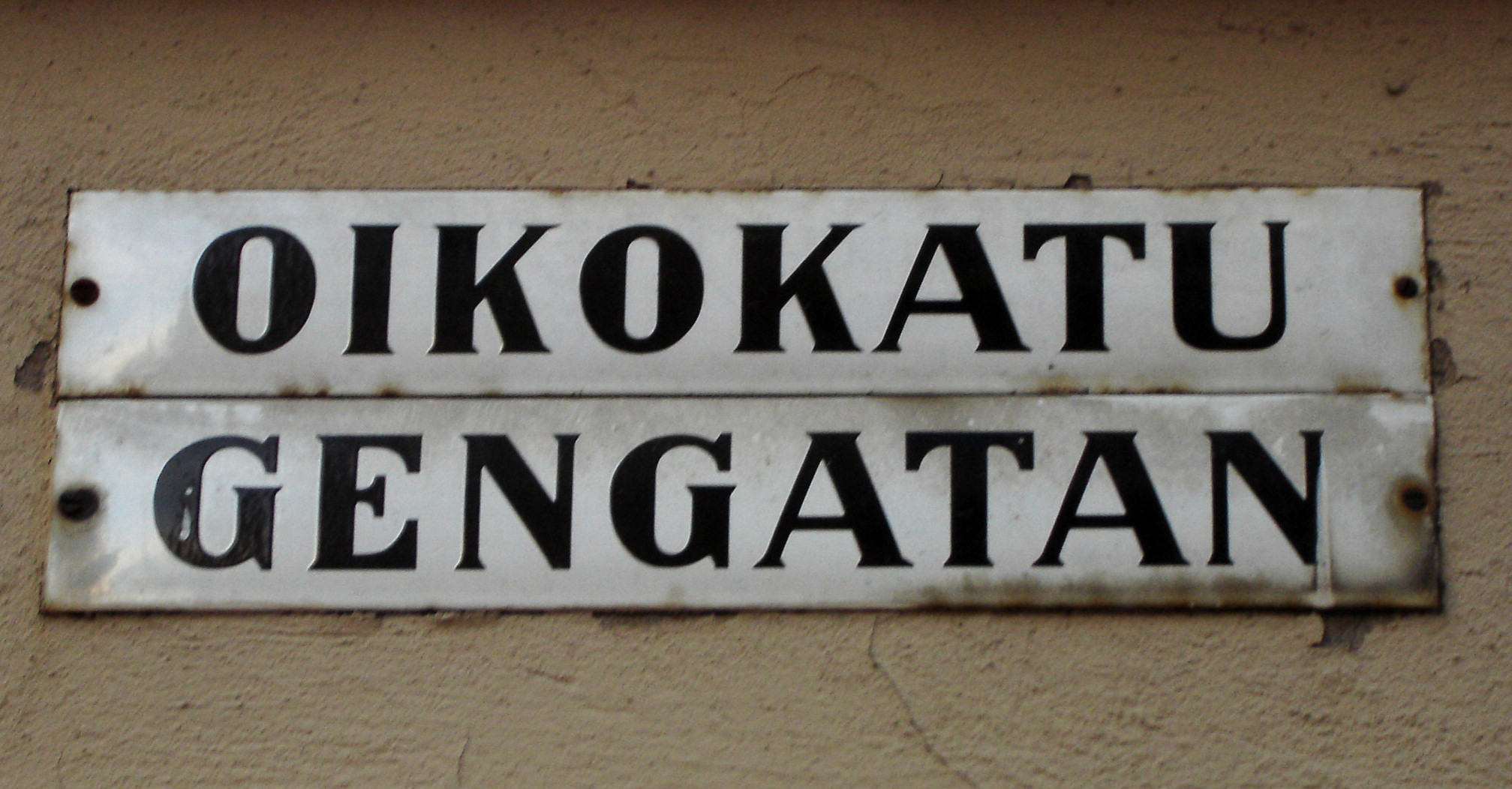
Finsko-švédská cedule na ulici ve Finsku

Ačkoliv se švédština ve Švédsku používá v úředním a liturgickém styku od 16. století, nebyla ve skutečnosti donedávna vyžadována zákonem. Dílčí zákony řešící používání jazyka při jednání úřadů a soudů však existovaly. Pokusy uzákonit švédštinu jako úřední jazyk nikdy nezískaly ve švédském parlamentu potřebnou většinu. Teprve v roce 2009 vstoupil v platnost jazykový zákon, který označuje švédštinu jako hlavní jazyk. Zákon zaručuje, že všechny úřady a další veřejné instituce budou švédštinu užívat a rozvíjet. Každý, kdo pobývá ve Švédsku, má zaručenou možnost učit se a používat švédský jazyk. Švédsko zároveň zákonem chrání jazyky menšin.
Švédština je oficiálním jazykem na Alandech, samostatné ostrovní provincii Finska, kde 95 % z 26 tisíc obyvatel používá švédštinu jako svůj první jazyk. Ve Finsku je švédština považována za druhý národní jazyk vedle finštiny. Státní úředníci musejí ovládat oba jazyky.
Švédština je také jedním z oficiálních jazyků Evropské unie.

## Jazykové instituce

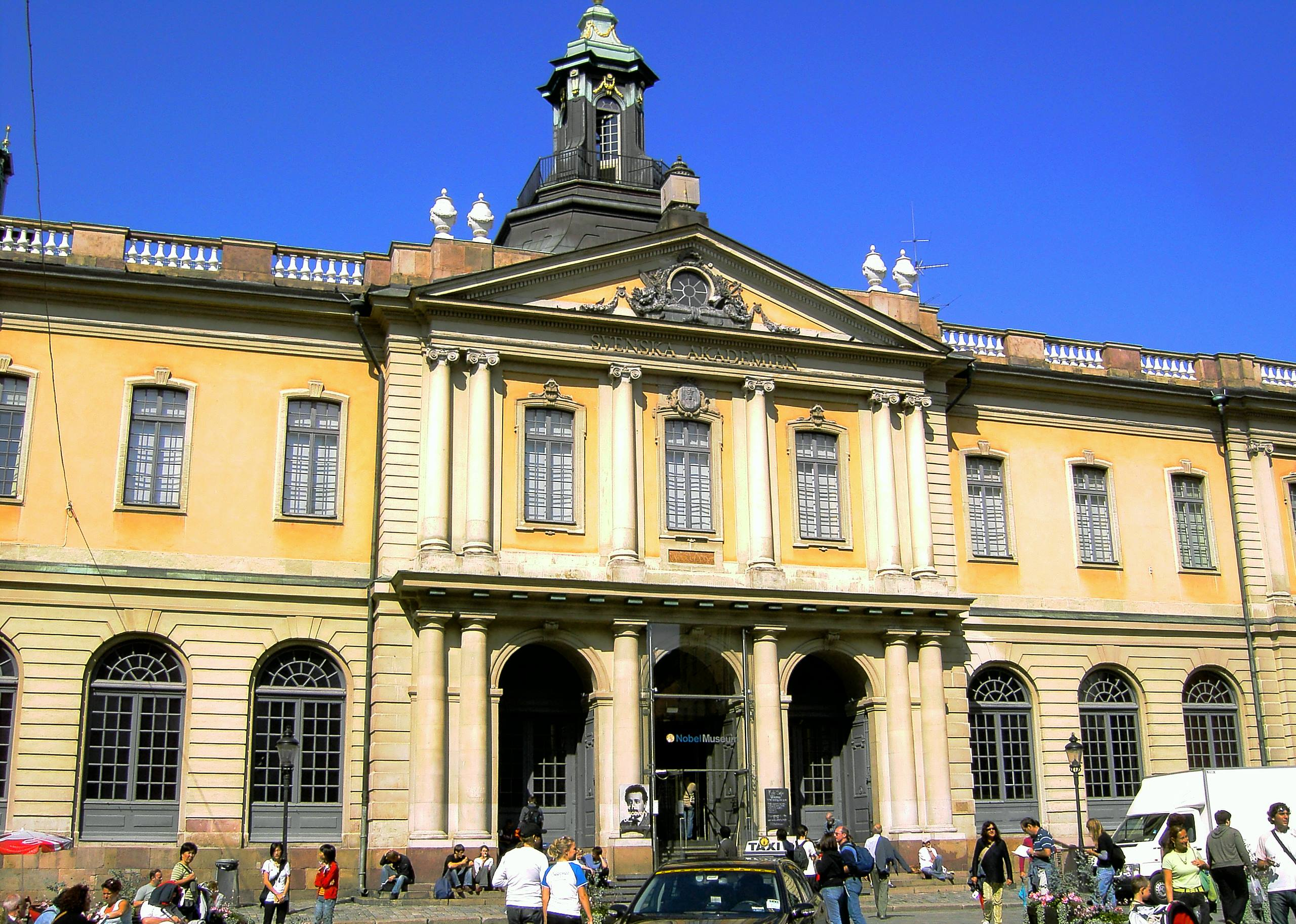
Švédská akademie ve Stockholmu

Ve Švédsku neexistují žádné oficiální regulační instituce pro švédský jazyk. Jazyková rada (Språkrådet, dříve Svenska språknämnden) má polooficiální status. Je zřízena švédskou vládou, ale nemá rozhodovací pravomoci. Mezi mnoha organizacemi, které tvoří Jazykovou radu, má největší vliv Švédská akademie (založena 1786), která vytváří slovníky Svenska Akademiens ordlista (Rejstřík Švédské akademie; aktualizace vychází každých 5 let) a Svenska Akademiens Ordbok (Slovník Švédské akademie – velký slovník, který vychází postupně od roku 1898. V roce 2014 obsahuje více než 450 tisíc hesel od A po T. Kompletní má být v roce 2017.), dále gramatiky a další jazykové příručky. I když jsou tyto slovníky používány jako oficiální jazykové příručky, jejich hlavní účel je popis současného stavu a používání řeči.
Ve Finsku má oficiální status zvláštní oddělení Výzkumného ústavu pro domácí jazyky Finska (Forskningscentralen för de inhemska språken i Finland), tzv. Švédská jazyková kancelář (Svenska språkbyrån). Je to regulační autorita pro švédštinu ve Finsku. Mezi její hlavní úkoly patří udržování vzájemné srozumitelnosti finské švédštiny s jazykem mluveným ve Švédsku. Publikovala Finlandssvensk ordbok (Slovník finské švédštiny), který zahrnuje rozdíly mezi švédštinou používanou ve Finsku a ve Švédsku.

## Možnosti studia švédštiny

### V Česku
Švédštinu je v Česku možné studovat na některých vysokých školách (Filozofická fakulta Univerzity Karlovy (Praha), Filozofická fakulta Masarykovy univerzity (Brno), Univerzita Palackého v Olomouci, Univerzita Pardubice, Vysoká škola ekonomická v Praze, Západočeská univerzita v Plzni). Obory nejsou otvírány pravidelně každý rok. Některé školy pořádají kurzy i pro veřejnost.

### Ve Švédsku
Krom běžné výuky švédštiny na základních, středních a vysokých školách ve Švédsku, existují rovněž kurzy švédštiny pro přistěhovalce, zahraniční pracovníky a studenty ze zahraničí. Jedná se o celodenní či večerní kurzy švédštiny přístupné zpravidla od 16 let. Bezplatné kurzy švédštiny pro přistěhovalce nabízí Svenskundervisning för invandrare (SFI), placenou výuku poskytují na institutu vzdělávání pro dospělé Folkuniversitetet. Mimo to většina švédských univerzit (Göteborská univerzita, Uppsalská univerzita, Stockholmská univerzita) nabízí studium švédského jazyka svým zahraničním studentům.

## Běžné švédské fráze a pozdravy
| Fráze                | Výslovnost (IPA)             | Český překlad                        |
| -------------------- | ---------------------------- | ------------------------------------ |
| hej                  | [hɛjː]                       | ahoj (obvyklý pozdrav)               |
| hej då               | [hɛjː doː]                   | ahoj (při loučení)                   |
| god dag              | [guːdɑː]                     | dobrý den (málo používané)           |
| god morgon           | [guː mɔrːɔn]                 | dobré ráno                           |
| god kväll            | [guː kvɛlː]                  | dobrý večer (málo používané)         |
| god natt             | [guː natː]                   | dobrou noc                           |
| på återseende vi ses | [poː oːtɘʂɛːɘndɘ] [viː seːs] | na shledanou                         |
| varsågod             | [vɑːʂoːguː]                  | prosím (doslova buď(te) tak dobrý/á) |
| ursäkta              | [uːʂekːta]                   | promiň(te)                           |
| vad är klockan?      | [vɑː æː klɔkːan]             | kolik je hodin?                      |

## Příklady

### Číslovky
| Švédsky  | Česky |
| en / ett | jedna |
| två      | dva   |
| tre      | tři   |
| fyra     | čtyři |
| fem      | pět   |
| sex      | šest  |
| sju      | sedm  |
| åtta     | osm   |
| nio      | devět |
| tio      | deset |

## Vzorový text

### Všeobecná deklarace lidských práv
Pro srovnání je uveden i německý, finský a anglický text.
| švédsky  | Alla människor är födda fria och lika i värde och rättigheter. De har utrustats med förnuft och samvete och bör handla gentemot varandra i en anda av gemenskap.                |
| německy  | Alle Menschen sind frei und gleich an Würde und Rechten geboren. Sie sind mit Vernunft und Gewissen begabt und sollen einander im Geist der Brüderlichkeit begegnen.            |
| anglicky | All human beings are born free and equal in dignity and rights. They are endowed with reason and conscience and should act towards one another in a spirit of brotherhood.      |
| finsky   | Kaikki ihmiset syntyvät vapaina ja tasavertaisina arvoltaan ja oikeuksiltaan. Heille on annettu järki ja omatunto, ja heidän on toimittava toisiaan kohtaan veljeyden hengessä. |
| česky    | Všichni lidé se rodí svobodní a sobě rovní co do důstojnosti a práv. Jsou nadáni rozumem a svědomím a mají spolu jednat v duchu bratrství.                                      |